# السيدان الفيرونيان

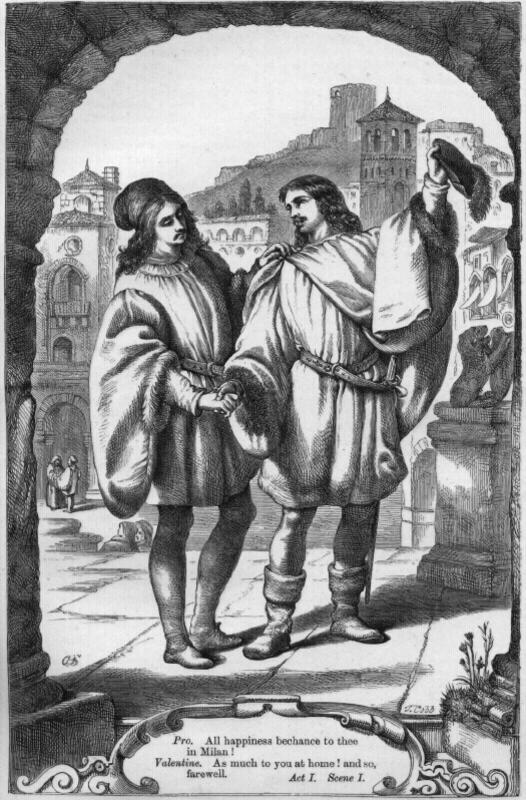

السيدان الفيرونيان (بالإنجليزية: The Two Gentlemen of Verona)‏ هي مسرحية من أوائل مسرحيات ويليام شكسبير. تحوي أصغر عدد من الشخصيات في مسرحيات شكسبير وهي أولى مسرحياته التي تقوم البطلة فيها بالتخفي بلباس شاب. تتمحور المسرحية حول موضوعي الصداقة والخيانة.